# Машо Врбица
Машо Врбица (Врба код Његуша 1833. — Бања Лука 1898) био је црногорски војвода.

## Биографија
Завршио је Артиљеријску школу у Санкт Петербургу, а након повратка у Црну Гору постављен за његушког капетана. У црногорској војсци организовао артиљерију, којом је командовао у бици на Граховцу 1858. и у црногорско-турском рату 1862.
За војводу је постављен 1875. Био је делегат Црне Горе при српској
Врховној команди у Српско-турском рату 1876-77 и командовао летећим црногорским кором у борбама код Алексинца и Делиграда.
Као министар унутрашњих дела 1877. командовао је дијелом снага у нападу на Никшић, заузео Требјешку главицу, одакле је артиљеријом подржао напад на град, а 1878. командовао је колоном која је преко Сутомора нападала Бар.
Био је члан Уједињене омладине српске.
Јосеф Холечек (новинар) у књизи Црна Гора у миру, износи неколико података о Врбици, углавном у негативном свјетлу. Забранио је слање приватних писама куриром, јер је сумњиву пошту отварао, па су Црногорци мало користили поштанске услуге. При прослави рођења првенца кнеза Николе, Данила, срушио је једном сиромаху кућу топом, да испробају топ, а касније ће му о трошку државе направити нову кућу. У Бару је преварио једног произвођача уља, и присвојио себи његову фирму, а касније је и ослобођен оптужби за тај криминални акт. Ипак је касније отпуштен из црногорских државних служби. Од Холечека је описан, по казивању других људи, као грамзив и без идеја, које воли да краде и представља као своје. Прва шпекулација са јавним радовима била му је око изградње моста на Зети код Даниловграда. Први је мост вода однијела, па се градио други. Требало је да радницима плаћа дневно два цванцика, а исплаћивао је само један. Други је стављао себи у џеп. Сметао му је књажев поштени секретар, па га је навео на крађу, да задрже за себе дукате које је руски цар поклонио перјаницима. Секретар им је дао мање износе, а Врбица је пријевару одмах разгласио међу перјаницима. Ватрено се залагао да Херцеговина припадне Аустрији, и да је Црна Гора не може бранити због исцрпљености. Тиме је Аустрији учинио огромну услугу, а Беч му је школовао оба сина. Увео је проституцију на Цетињу, наговоривши жену покојног пријатеља да две сиромашне ћерке жртвују част због домовине, која треба у главном граду да има куплерај, као и сви други градови. Књаз Никола му је припремио пријевару, да се открије његова похлепа и непоштење. Присвојио је себи злато које је припадало Николи, и пред свима се то открило. Никола је наговорио једног златара да му однесе злато непозантог поријекла, а овај га је себи присвојио. Када су се суочили пред Николом, сви су знали праву истину сем Врбице, да је то подметнуто њему.
У селу Маглајани, у данашњој Републици Српској је дао градити српски православни храм Успења Пресвете Богородице. Градња је започела 1876. а завршена 1901. године, након његове смрти. Његове кости су из Бања Луке пренешене у Црну Гору 2007. године у родну Врбу и сахрањене су испред цркве Свете Петке. Пренос је обављен у организацији Пријестонице Цетиње и Министарства унутрашњих послова и јавне управе, а представници власти су дали Мирашу Дедеићу да га сахрани. Књажевина Црна Гора му је судила пред Великим судом као издајнику Црне Горе, за интересе Аустрије. Склонио се Босну и Херцеговину, која је тада била под аустроугарском окупацијом.
Павле Ровински је навео о Маши Врбици да је у народу сматран за вјештог препредењака. При градњи пута Котор - Цетиње 1879. ту је пролазио Грујо Богданов из Цуца и задивио се великој инвестицији, знајући да то доста кошта. Питао је раднике ко то плаћа и добио је одговор да је то Машо Врбица. Његов коментар је био: Фала Богу, на дугачак ли уривак пушта њега господар да се напасе! То је значило да му је дата велика слобода да се накраде.